# Inanantona
Inanantona est une commune urbaine malgache, située dans la partie centre de la région de Vakinankaratra.